# 581 Tauntonia
Tauntonia (asteroide 581) é um asteroide da cintura principal com um diâmetro de 63,66 quilómetros, a 3,1227076 UA. Possui uma excentricidade de 0,028534 e um período orbital de 2 105 dias (5,77 anos).
Tauntonia tem uma velocidade orbital média de 16,6127255 km/s e uma inclinação de 21,87981º.
Esse asteroide foi descoberto em 24 de Dezembro de 1905 por Joel Metcalf.